# فولتا كاتالونيا 1979
فولتا كاتالونيا 1979 (بالإسبانية: Volta a Cataluña 1979)‏ هو سباق دراجات هوائية، وهو الموسم رقم 59 من السباق، وأقيم خلال الفترة 5 سبتمبر 1979، وحتى 12 سبتمبر 1979، وامتدّ لمسافة 1257.0 كيلومتر.
فاز فيه بالمركز الأول  فيسنتي بيلدا، وبالمركز الثاني  Pedro Vilardebó ‏، وبالمركز الثالث  كريستيان جوردان.

## الفائزون
| الترتيب | الفائز           |
| ------- | ---------------- |
| الفائز  | فيسنتي بيلدا     |
| الثاني  | Pedro Vilardebo ‏ |
| الثالث  | كريستيان جوردان  |